# Northern Beaches Council
Northern Beaches Council er et lokalregeringsområde i Sydney i delstaten New South Wales, Australien. Lokalregeringsområdet blev dannet 12. maj 2016 ved en sammenlægning af Manly Council, Pittwater Council og Warringah Council.
Det er med 263.554 indbyggere det fjerdemest befolkningsrige lokalregeringsområde i New South Wales.
Den første borgmester var Michael Regan fra Your Northern Beaches Independent Team, som blev valgt 26. september 2017.

## Forstæder og andre lokaliteter i Northern Beaches Council
Forstæder som helt eller delvist ligger i Northern Beaches Council:
- Allambie Heights
- Avalon Beach
- Balgowlah
- Balgowlah Heights
- Bayview
- Beacon Hill
- Belrose
- Bilgola Beach
- Bilgola Plateau
- Brookvale
- Church Point
- Clareville
- Clontarf
- Coasters Retreat
- Collaroy
- Collaroy Plateau
- Cottage Point
- Cromer
- Curl Curl
- Currawong Beach
- Davidson
- Dee Why
- Duffys Forest
- Elanora Heights
- Elvina Bay
- Fairlight
- Forestville
- Frenchs Forest
- Freshwater
- Great Mackerel Beach
- Ingleside
- Killarney Heights
- Lovett Bay
- Manly
- Manly Vale
- McCarrs Creek
- Mona Vale
- Morning Bay
- Narrabeen
- Narraweena
- Newport
- North Balgowlah
- North Curl Curl
- North Manly
- North Narrabeen
- Oxford Falls
- Palm Beach
- Queenscliff
- Salt Pan Cove
- Scotland Island
- Seaforth
- Terrey Hills
- Warriewood
- Whale Beach
- Wheeler Heights

Lokaliteter i Northern Beaches Council:
- Akuna Bay
- Allambie
- Avalon North
- Bantry Bay
- Barrenjoey
- Bungan Beach
- Bungan Head
- Bungaroo
- Careel Bay
- Careel Head
- Clareville Beach
- Collaroy Beach
- Cromer Heights
- Curl Curl Beach
- Dee Why Beach
- Fishermans Beach
- Foleys Hill
- Freshwater Beach
- Gooseberry Flat'
- Ingleside Heights
- Long Reef Beach
- Loquat Valley
- Narrabeen Beach
- Narrabeen Peninsula
- North Curl Curl Beach
- North Narrabeen Beach
- Paradise Beach
- Peach Trees
- Sand Point
- Sorlie
- South Warriewood
- Stokes Point
- Taylors Point
- The Basin
- Towlers Bay
- Tumbledown Dick
- Turimetta
- Warriewood Beach
- Wingal

## Historie

### Tidlig historie
Før europæernes ankomst var Northern Beaches beboet af klaner fra dharug-sproggruppen. Det var klanerne Kayamaygal og Birrabirragal omkring det nuværende Manly og Garigal længere mod nord og omkring Pittwater. Få år efter den europæiske kolonisering, var mellem 60 og 90% af de indfødte omkring Port Jackson døde af kopper. De mest markante spor de har efterladt, er klippemalerier i Ku-ring-gai Chase National Park, som grænser op til Northern Beaches i nordvest. Northern Beaches blev udforsket kun få uger efter bosættelsen i Sydney Cove blev grundlagt i januar 1988. Regionen forblev dog et landligt område indtil starten af det 20. århundrede. Selv om det geografisk var tæt på Sydney, var turen over land af Mona Vale Road mere end 100 kilometer lang.

### Lokalregeringens historie
Municipality of Manly blev oprettet 6. januar 1877 som den første lokalregering på Northern Beaches. 7. marts 1906 blev Warringah Shire Council proklameret i NSW Government Gazette sammen 132 andre nye shires. Det strakte sig fra Broken Bay i nord til Manly Lagoon i syd og til Middle Harbour Creek og Cowan Creek i vest. Det dækkede 164 km2 og havde omkring 2.800 indbyggere i 700 boliger. Fra 1951 til 1980 stod Mackellar County Council, som var en fælles selskab under Manly Municipal Council og Warringah Shire Council for el- og gasforsyningen på Northern Beaches.
Allerede i 1945-46 foreslog en kongelig kommission, at Municipal of Manly og Warringah Shire Council skulle lægges sammen, men ændringen blev alligevel ikke medtaget i den store sammenlægningsreform i New South Wales i 1948.
2. maj 1992 blev Municipality of Pittwater oprettet i et område, som tidligere var den nordlige del af Warringah Shire Council. 1. juli 1993 blev lokalregeringsområderne omdøbt til Manly Council, Warringah Council og Pittwater Council.

### Oprettelsen af Northern Beaches Council
I 2015 gennemgik en delstatskommission igen grænserne for lokalregeringsområderne. Det endte med to forskellige forslag for Northern Beaches. I det ene blev Manly Council og dele af Warringa Council lagt sammen med Mosman Council længere mod syd, samtidigt med at resten af Warringah Council blev lagt sammen med Pittwater Council.I det andet forslag, som blev til på grund af lokale initiativer, blev alle tre lokalregeringsområder i Northern Beaches samlet. Kommissionen fik 44.919 henvendelser fra borgere i hele New South Wales om de nye grænser. Heraf kom de 65% fra borgere i Northern Beaches.
12. maj 2016 blev Northern Beaches Council officielt oprettet ved en sammenlægning af Manly Council, Pittwater Council og Warringah Council. Det først lokalrådsmøde i Northern Beaches Council fandt sted i Manly Town Hall 19. maj 2016.

## Demografi
Ved folketællingen i 2021 var der 263.554 indbyggere i Northern Beaches Council. Oprindelige folk (aboriginere og Torres Strait Ø-folket udgjorde 0,6% af befolkningen mod 3,2% på landsplan. Medianalderen var 41 år. Børn i alderen 0 – 14 år udgjorde 18,5% af befolkningen og folk over 65 år 18,2%. 66,7% var født i Australien, hvilket var tæt på det nationale gennemsnit.
Medianindkomsten var 38% over landsgennemsnittet. 33,4% boede i lejlighed.

## Byrådet
Northern Beaches Council blev efter oprettelsen ledet af en administrator, Dick Persson, som sad på posten, indtil en borgmester blev valgt 26. september 2017. Det første byrådsmøde blev holdt i Manly Town Hall 19. maj 2016. Indtil september 2017 blev de månedlige lokalrådsmøder holdt i de tre tidligere mødesale i Mona Vale Memorial Hall, Warringah Civic Centre i Dee Why og Manly Town Hall. Siden september 2017 har alle byrådsmøder været holdt i Civic Centre i Dee Why.
Northern Beaches Council (byråd) har 15 medlemmer inklusiv borgmesteren, som er valgt for en fireårig periode. Borgmesteren vælges af lokalrådet for to år og viceborgmesteren for ét år. Det seneste valg var 4. december 2021, som gav nedenstående sammensætning af byrådet.
| Parti                                  | Medlemmer |
| -------------------------------------- | --------- |
| Your Northern Beaches Independent Team | 6         |
| Liberal Party of Australia             | 5         |
| The Greens                             | 2         |
| Good for Manly                         | 1         |
| Uafhængig                              | 1         |
| Total                                  | 15        |